# Simu Liu

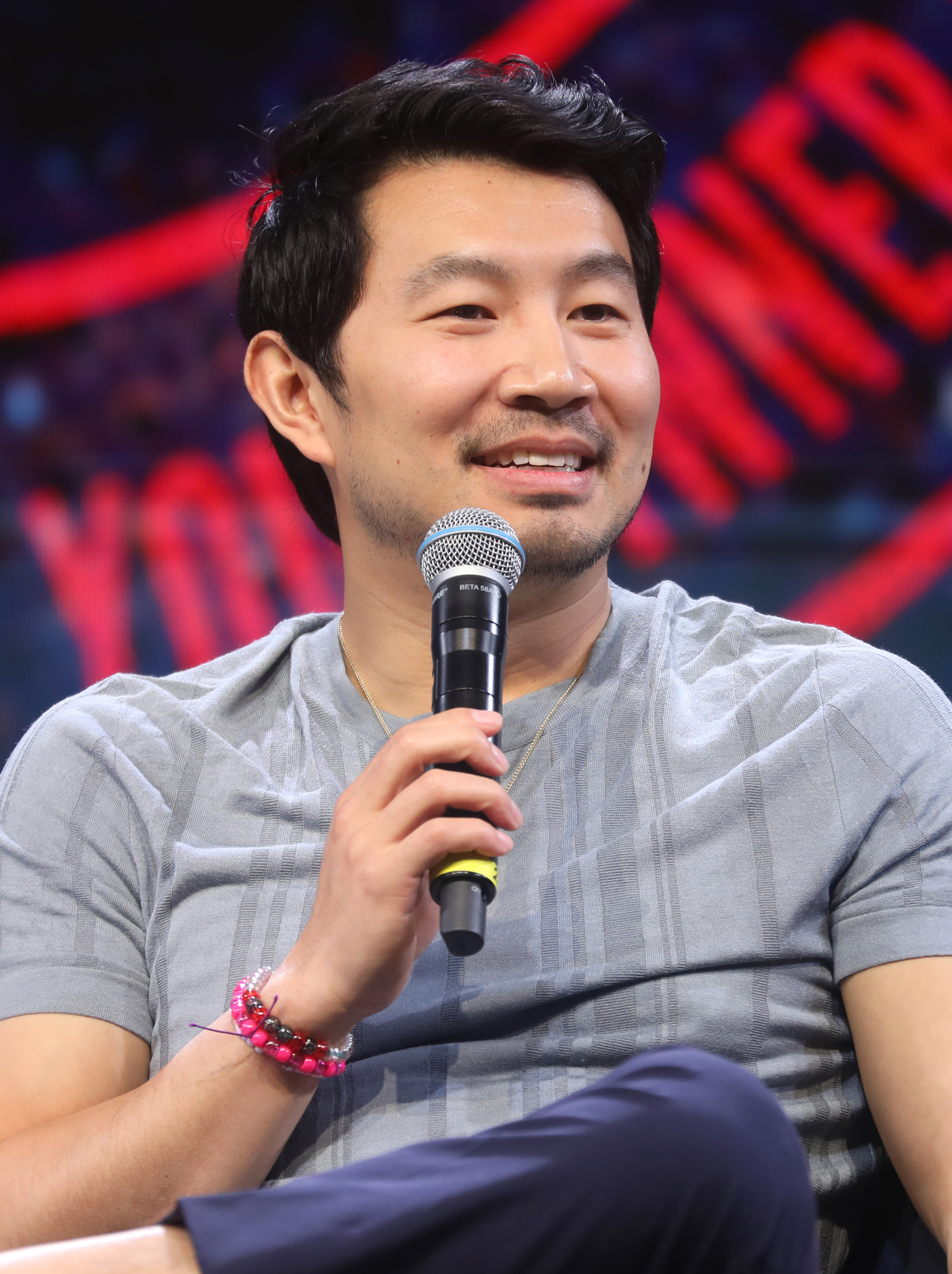
Simu Liu (2024)

Simu Liu (chinesisch 刘思慕, Pinyin Liú Sīmù; * 19. April 1989 in Harbin, Provinz Heilongjiang, China) ist ein chinesisch-kanadischer Schauspieler und Stuntman. Seinen Durchbruch hatte er in der Rolle des Jung Kim in der kanadischen Comedyserie Kim’s Convenience. Seit 2021 verkörpert er die Rolle des Superhelden Shang-Chi im Marvel Cinematic Universe.

## Leben und Karriere
Simu Liu wurde in der nordöstlichen chinesischen Metropole Harbin geboren. Dort wuchs er bei seinen Großeltern auf, da seine Eltern an der Queen’s University in Kingston tätig waren. Im Alter von fünf Jahren lernte er erstmals seine Eltern kennen, als sein Vater ihn aus China mit zu sich nach Kanada nahm, wo er in Mississauga in der Provinz Ontario aufwuchs. Er besuchte die University of Toronto Schools als weiterführende Schule. Nach dem Schulabschluss nahm er zunächst ein Accounting-Studium an der University of Western Ontario auf. Nach Abschluss des vierjährigen Studiums arbeitete er eine Zeit lang in dem Beruf, unter anderem für das Dienstleistungsunternehmen Deloitte. Bald entschied er sich für andere berufliche Optionen und fand dadurch Interesse an der Schauspielerei.
Seine erste Rolle vor der Kamera hatte er 2012 mit einem Gastauftritt in der Serie Nikita. Über das Schalten einer Anzeige bei Craigslist bekam er eine Statistenrolle in Guillermo del Toros Pacific Rim im Jahr 2013, der zu der Zeit in den Pinewood Toronto Studios gedreht wurde. Es folgten weitere Gastrollen in kanadischen und US-Serien, darunter Warehouse 13, Played, Out With Dad, Mayday – Alarm im Cockpit und Beauty and the Beast.
2015 wurde er in der ersten von zwei Staffeln der kanadischen Krimiserie Blood and Water als Paul Xie in einer Hauptrolle besetzt. Für seine darstellerische Leistung wurde er 2017 mit einem ACTRA Award ausgezeichnet und für einen Canadian Screen Award nominiert. Seit 2016 ist Liu in der Sitcom Kim’s Convenience als Jung Kim in einer Hauptrolle zu sehen, die auf dem gleichnamigen kanadischen Stück über einen koreanisch-kanadischen Gemischtwarenhandel in Toronto basiert. 2017 wurde er in der ersten Staffel der Serie Taken – Die Zeit ist dein Feind in der Rolle des Ex-CIA-Analysten Faaron besetzt. Weitere Gastauftritte Lius umfassen Orphan Black, Dark Matter, Bad Blood, The Expanse, Yappie und Fresh Off the Boat.

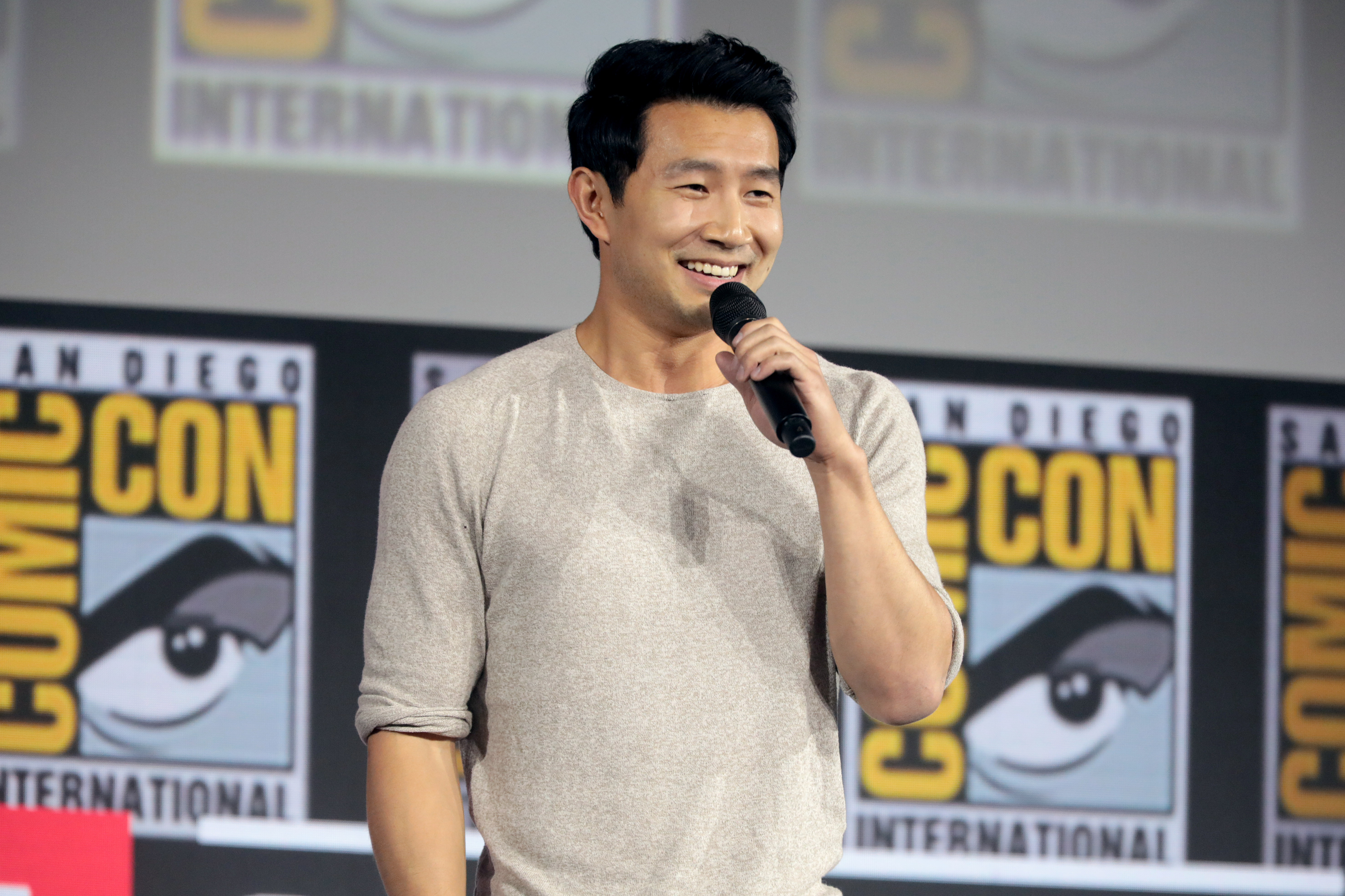
Simu Liu auf der San Diego Comic-Con International 2019

Auf der San Diego Comic-Con 2019 wurde bekannt gegeben, dass Liu die Rolle des Superhelden Shang-Chi im Marvel Cinematic Universe übernehmen soll. Die Veröffentlichung des Solofilms unter dem Titel Shang-Chi and the Legend of the Ten Rings erfolgte im September 2021 und ist Teil der vierten Phase des Filmuniversums.
In dem Film Barbie (2023) von Greta Gerwig spielte er einen der Kens, der mit „Beach Ken“ (Ryan Gosling) eine andauernde Rivalität hat.
Neben seiner Schauspieltätigkeit arbeitet Liu auch hin und wieder als Stuntman. Als gelernter Kampfsportler hatte er Engagements in dieser Tätigkeit für die Serien Heroes Reborn und Designated Survivor sowie in einigen kanadischen Filmen.
Die deutsche Synchronstimme von Simu Liu seit Shang-Chi and the Legend of the Ten Rings von 2021 ist Timo Weisschnur.

## Filmografie (Auswahl)
- 2012: Nikita (Fernsehserie, Episode 3x01)
- 2012: Summer Child (Kurzfilm)
- 2013: Omega (Fernsehserie, sieben Episoden)
- 2013: Raider Origins (Kurzfilm)
- 2013: Kung Fu Cops
- 2013: Played (Fernsehserie, eine Episode)
- 2013: Bike Cop: Begins
- 2014: Out With Dad (Fernsehserie, zwei Episoden)
- 2014: Warehouse 13 (Fernsehserie, Episode 5x02)
- 2014: The Akira Project (Kurzfilm)
- 2015: Mayday – Alarm im Cockpit (Mayday, Dokuserie, Episode 14x05)
- 2015: Make It Pop (Fernsehserie, Episode 1x01)
- 2015: Crimson Defender vs. The Slightly Racist Family (Kurzfilm)
- 2015: Beauty and the Beast (Fernsehserie, Episode 3x07)
- 2015: Antisocial 2
- 2015: Blood and Water (Fernsehserie, sieben Episoden)
- seit 2016: Kim’s Convenience (Fernsehserie)
- 2017: Taken – Die Zeit ist dein Feind (Taken, Fernsehserie, zehn Episoden)
- 2017: Orphan Black (Fernsehserie, Episode 5x02)
- 2017: Dark Matter (Fernsehserie, Episode 3x13)
- 2017: Slasher (Fernsehserie, zwei Episoden)
- 2017: Bad Blood (Fernsehserie, drei Episoden)
- 2018: The Expanse (Fernsehserie, zwei Episoden)
- 2018: Yappie (Miniserie, 4 Episoden)
- 2019: Fresh Off the Boat (Fernsehserie, Episode 5x21)
- 2020: Awkwafina Is Nora from Queens (Fernsehserie, Episode 1x08)
- 2021: Women Is Losers
- 2021: Shang-Chi and the Legend of the Ten Rings
- 2021: Star Wars: Visionen (Star Wars: Visions, Fernsehserie, Episode 1x05, Stimme)
- 2023: Simulant
- 2023: The Other Two (Fernsehserie, Episode 3x07)
- 2023: Barbie
- 2024: Atlas
- 2023: Gremlins – Secrets of the Mogwai (Fernsehserie, Stimme)
- 2024: Ein Jackpot zum Sterben! (Jackpot!)
- 2024: What If…? (Fernsehserie, 2 Episoden)
- 2025: Last Breath

## Auszeichnungen
Canadian Screen Award
- 2017: Nominierung in der Kategorie Bester Nebendarsteller in einer Dramaserie für Blood and Water